# Gens Antistia
La gens Antistia era una famiglia plebea romana presente durante la Repubblica. Si è ritenuto, dagli scrittori Francesco Lombardi e da Calcedonio Soffredini, che fosse originaria di Gabii, ma in seguito trasferita ad Antium.

## Itria nominausati dalla gens
I praenomina utilizzati dalla gens furono Sextus, Lucius, Marcus, Publius, Titus, Gaius e Quintus, mentre l'unico cognomen usato inizialmente fu Reginus. Dalla gens originaria si dividono poi due rami familiari: i Labeones e i Veteres.

## Membri dellagensAntistia

### Antistii Labeones
- Quinto Antistio Labeone, giurista e discepolo di Servio Sulpicio Rufo, uno dei cesaricidi;
- Marco Antistio Labeone, giurista ai tempi di Augusto;

### Antistii Veteres
- Antistio Vetere, propretore della Spagna Ulteriore nel 68 a.C.;
- Gaio Antistio Vetere, sostenitore di Cesare e console suffectus nel 30 a.C.;
- Gaio Antistio Vetere, pontefice massimo e console nel 6 a.C.;
- Gaio Antistio Vetere, console nel 23;
- Lucio Antistio Vetere, console suffectus nel 26;
- Gaio Antistio Vetere, console nel 50;
- Lucio Antistio Vetere, console nel 55;
- Antistia, moglie di Gaio Rubellio Plauto;
- Gaio Antistio Vetere, console nel 96;
- Antistio Vetere, console nel 116;
- Antistio Vetere, console nel 150.

### Altri Antistii
- Sesto Antistio, tribuno della plebe nel 422 a.C.;
- Lucio Antistio, tribuno consolare nel 379 a.C.;
- Marco Antistio, tribuno della plebe nel 320 a.C.;
- Marco Antistio, inviato nel 218 a.C. nel nord Italia per richiamare a Roma il console Gaio Flaminio;
- Sesto Antistio, inviato nel 208 a.C. in Gallia per riferire al Senato i movimenti di Asdrubale;
- Antistia, moglie di Appio Claudio Pulcro e suocera di Tiberio Sempronio Gracco;
- Publio Antistio, tribuno della plebe nell'88 a.C., condannato a morte nell'82 a.C. da Gaio Mario;
- Antistia, prima moglie di Gneo Pompeo Magno, da cui divorziò su ordine di Lucio Cornelio Silla;
- Tito Antistio, questore in Macedonia nel 50 a.C.; rimase neutrale durante la guerra civile tra Cesare e Pompeo;
- Gaio Antistio Regino, uno dei legati di Cesare in Gallia;
- Antistio, il medico che esaminò il corpo di Cesare dopo la congiura attuata da alcuni senatori nei suoi confronti, nel 44 a.C.;
- Antistio Sosiano, pretore nel 62; venne esiliato da Nerone all'inizio del suo regno;
- Antistio, scrittore di epigrammi greci;
- Quinto Antistio Advento Postumio Aquilino, console suffectus nel 167;
- Lucio Antistio Burro, console nel 181;